# النظام أحادي الجين
في الفيزياء، من أكثر الأنظمة الفيزيائية التي تمت دراستها في الميكانيكا التقليدية هي الأنظمة أحادية الجين. ويتميز النظام أحادي الجين بصفات رياضية ممتازة مناسبة بدرجة كبيرة للتحليل الرياضي. وهي عبارة عن بداية منطقية لأية محاولة فيزيائية جادة.
في النظام الفيزيائي، إذا ما كانت كل القوى، فيما عدا قوى الحصر، مشتقة من الكمون السلَّمي المعمم وكان الكمون السلَّمي المعمم عبارة عن دالة إحداثيات معممة أو عجلات معممة أو وقت، فعندئذ يكون هذا النظام نظامًا أحادي الجين.
ويُعبَّر عنها باستخدام المعادلات، حيث العلاقة الدقيقة بين القوة المعممة {\displaystyle {\mathcal {F}}_{i}\,\!} والكمون المعمم {\displaystyle {\mathcal {V}}(q_{1},\ q_{2},\ \dots ,\ q_{N},\ {\dot {q}}_{1},\ {\dot {q}}_{2},\ \dots ,\ {\dot {q}}_{N},\ t)\,\!} كما يلي:
{\displaystyle {\mathcal {F}}_{i}=-{\frac {\partial {\mathcal {V}}}{\partial q_{i}}}+{\frac {d}{dt}}\left({\frac {\partial {\mathcal {V}}}{\partial {\dot {q_{i}}}}}\right);\,}
حيث {\displaystyle q_{i}\,\!} قيمة الإحداث المعمم و{\displaystyle {\dot {q_{i}}}\,} العجلة المعممة و{\displaystyle t\,\!} الوقت.
- إذا كان الكمون المعمم في النظام أحادي الجين يعتمد فقط على الإحداثيات المعممة وليس على العجلات المعممة والوقت، فهذا النظام يكون نظامًا احتفاظيًا. وتكون العلاقة بين القوة المعممة والكمون المعمم كما يلي:

{\displaystyle {\mathcal {F}}_{i}=-{\frac {\partial {\mathcal {V}}}{\partial q_{i}}}\,} ；
أحيانًا ما تشتمل *ميكانيكا لاغرانج على أنظمة أحادية الجين. إذا كان النظام الفيزيائي عبارة عن نظام هولونومي ونظام أحادي الجين في نفس الوقت، فمن الممكن اشتقاق معادلات لاغرانج من مبدأ دي المبيرت، ومن الممكن أيضًا اشتقاق معادلات لاغرانج من مبدأ هاملتون.